# Nombre de Deborah

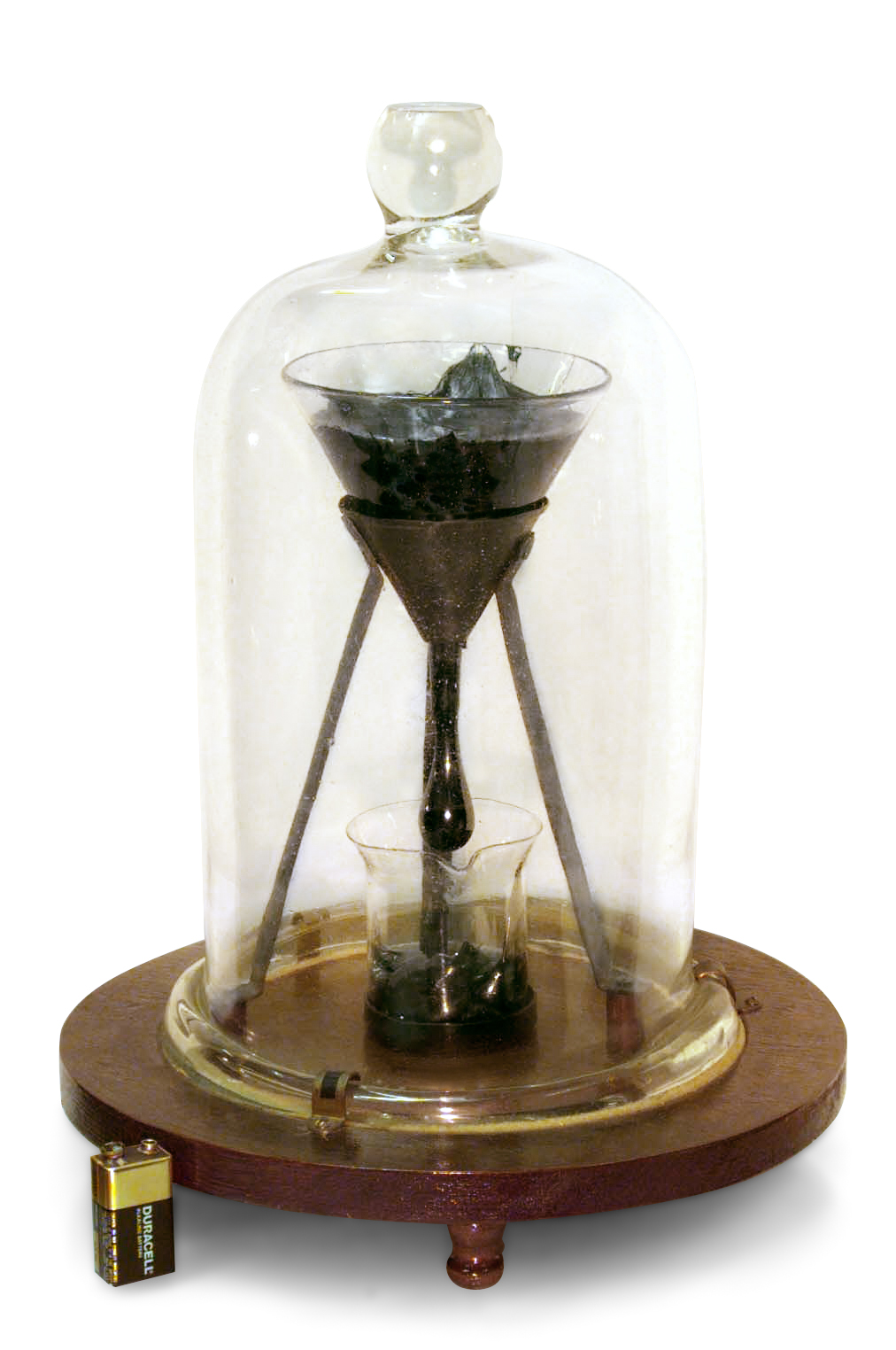
Expérience de la goutte de poix.

Le nombre de Deborah est un nombre sans dimension, utilisé en rhéologie pour caractériser la fluidité d'un matériau. Certains matériaux amorphes apparemment solides comme le goudron, certains polymères ou certains verres s'écoulent si on les observe sur une longue durée ou à une température assez élevée, comme le montre l'expérience de la goutte de poix.
La dénomination de ce nombre est due à l'ingénieur Markus Reiner, professeur au Technion, et fait référence à une ligne de la Bible (Livre des Juges 5:5), plus précisément un chant de la prophétesse Débora : « Les montagnes coulèrent devant le Seigneur ». On trouve une image semblable dans le Livre de Michée 1:4, ou encore dans le Psaume 97:5 : « Les montagnes se fondent comme la cire devant l’Éternel ».
Formellement, le nombre de Deborah est défini comme le rapport entre le temps de relaxation, caractérisant la fluidité intrinsèque d'un matériau, et l'échelle de temps caractéristique d'une expérience (ou d'une simulation numérique) testant la réponse du matériau. Plus le nombre de Deborah est petit, plus le matériau apparaît fluide.
On note :
{\displaystyle De={\frac {t_{\mathrm {c} }}{t_{\mathrm {p} }}}}
où tc est le temps caractéristique de relaxation du matériau et tp est le temps caractéristique de l'expérience.
Ainsi, le verre ordinaire pourrait se déformer sous son propre poids au terme de plusieurs siècles à plusieurs centaines de degrés, tandis que l'eau (tc = 10−12 s) pourrait produire des effets semblables à une fracture si elle subissait un choc extrêmement rapide.
Les matières possédant un tc proche de la seconde ont un comportement ambivalent ("mi-liquide mi-solide" c'est-à-dire viscoélastique), tel le Silly Putty.

## Comparaison avec le nombre de Weissenberg
La formule représentant le nombre de Weissenberg (en) Wi est, semble-t-il, différente du nombre de Deborah mais dans certaines conditions, représente la même valeur une fois développée:
{\displaystyle {Wi}={\dot {\gamma }}\lambda .\,}
{\displaystyle {Wi}={De}={\frac {t_{\mathrm {c} }}{t_{\mathrm {p} }}}}
Son interprétation est toutefois différente de celle du nombre de Deborah, bien que ces deux nombres soient souvent confondus.